# Sékou Doré
Pour les articles homonymes, voir Doré.
Sékou Doré, né le 27 décembre 1986, est un sociologue et homme politique guinéen.
Vice-président du conseil régional de la société civile de Conakry depuis 2021, il est conseiller au sein du Conseil national de la transition de la République de Guinée en tant que personne ressource depuis le 22 janvier 2022,.

## Parcours professionnels

### CNT
Lors de la sixième législature de la CEDEAO pour la période 2024-2028, Sékou Doré a été désigné par l'institution parlementaire guinéenne pour la représenter.